# Gente Humilde
"Gente Humilde" é uma canção composta em 1945 pelo violonista e cantor Garoto e reavivada por Vinícius de Moraes com contribuição de Chico Buarque. Foi gravada pela atriz e cantora brasileira Angela Maria em 1970 e publicada no álbum Angela de todos os temas, mesmo ano em que Chico fez sua própria versão, no exílio, que foi incluída no álbum Chico Buarque de Hollanda N°4.

## Antecedentes
Em nota do diário de Aníbal Augusto Sardinha (Garoto), consta que a peça foi apresentada pela primeira vez em seu programa solo de violão, na Rádio Nacional, em 18 de setembro de 1945. A primeira audição pública desta música da qual temos notícias, foi realizada em São Paulo, em 16 de março de 1950 e em 11 de junho de 1951 em Rio de Janeiro, no programa Música na Surdina, transmitido pela Rádio Nacional.
Garoto estava praticamente esquecido no final da década de 1960. Até a redescoberta de sua composição, Gente humilde, de Vinícius de Moraes que a reviveu com a pequena contribuição de Chico Buarque. A partir de 1970 a canção tornou-se conhecida em grande escala graças a Ângela Maria e ao próprio Chico.